# Heinrich Ehehalt
Heinrich Ehehalt (* 13. September 1879 in Straßburg; † 5. Juli 1938 in Karlsruhe) war ein deutscher Bildhauer, Medailleur und Grafiker.

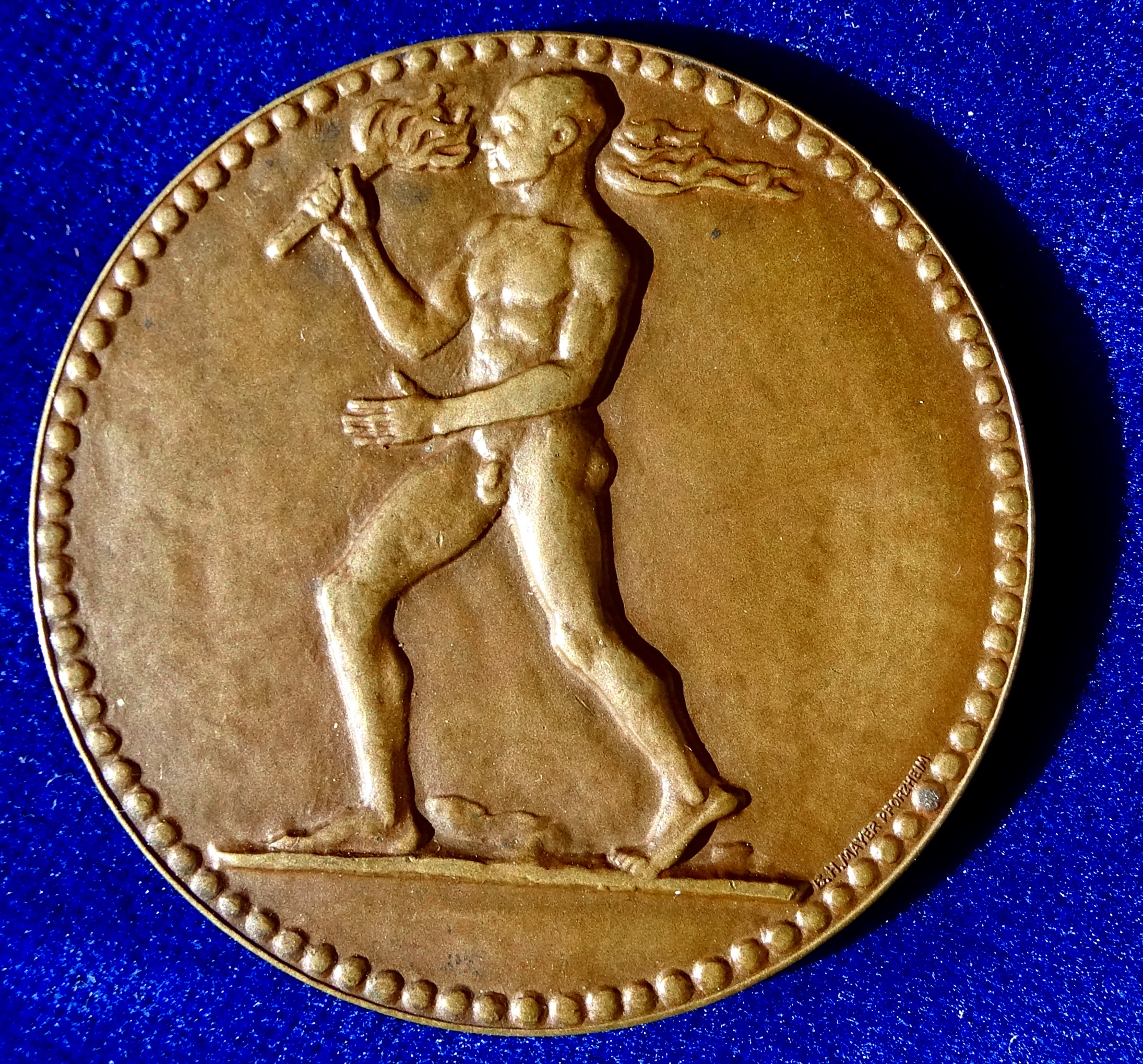
Ein Beispiel seiner Arbeiten als Medailleur: 100. Jubiläum der TH Karlsruhe 1925, Vorderseite

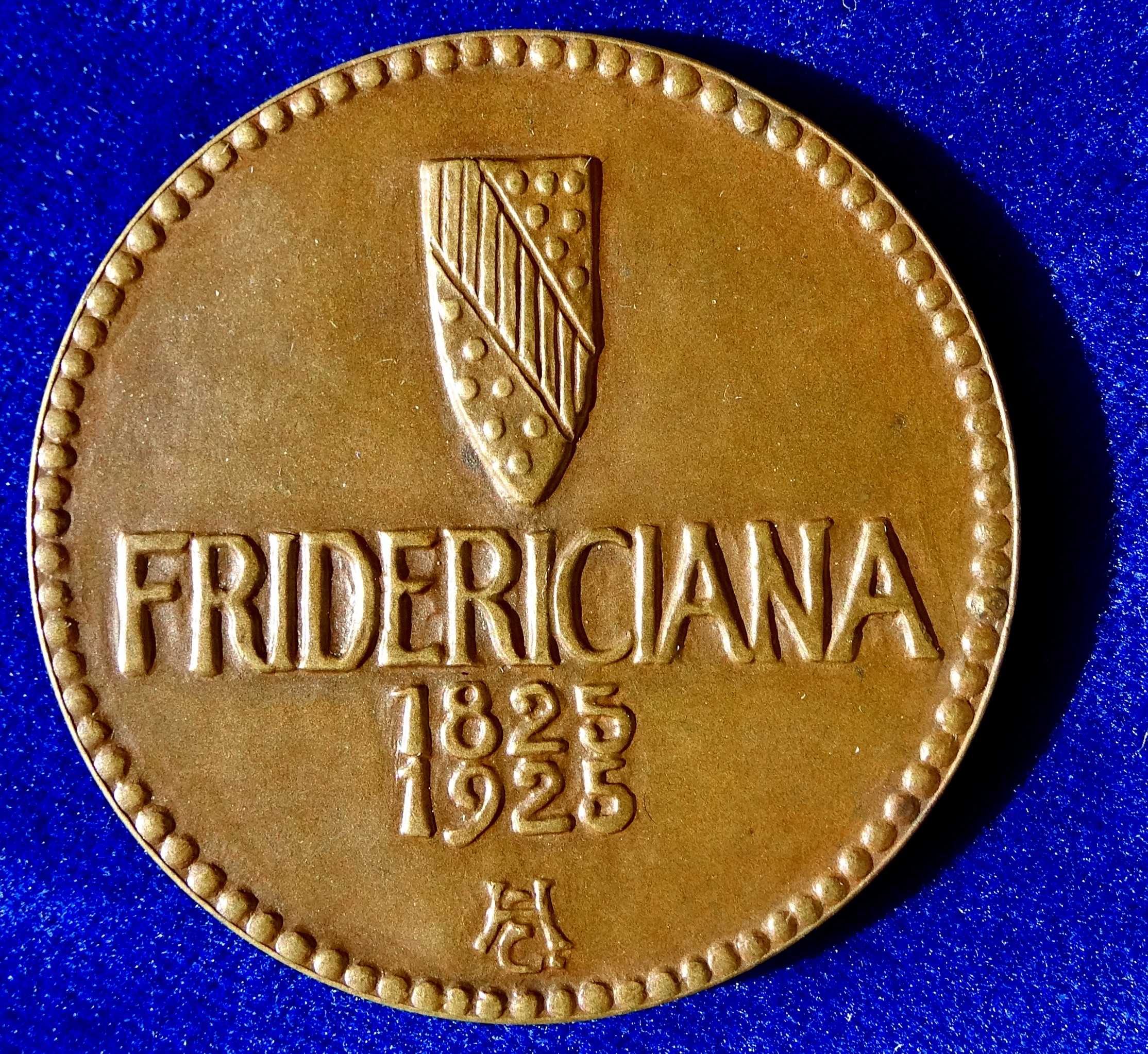
Die Rückseite dieser Art-déco-Medaille mit dem Wappen von Baden

Ehehalt erhielt zunächst eine Ausbildung zum Graveur und Ziseleur in einer Goldwarenfabrik in Pforzheim; es folgte der Besuch der Kunstgewerbeschule, ein halbes Jahr war er im Atelier des Professors Rudolf Mayer tätig. Nach seiner Rückkehr war er als Modelleur bzw. Ziseleur in der in Pforzheim ansässigen Goldwarenindustrie beschäftigt. 1901 ging er an die Karlsruher Kunstakademie und besuchte drei Jahre die Zeichenklasse von Ludwig Schmid-Reutte. Später kehrte er zur Kleinplastik zurück und betrieb ein eigenes Atelier. 1920 entwarf er das Staatswappen und die Dienstsiegel der Republik Baden die am 4. Januar 1921 eingeführt wurden.
1937 war er auf der Großen Deutschen Kunstausstellung mit 10 Plaketten und Medaillen vertreten.